# Hans-Jörg Dost
Hans-Jörg Dost (* 27. Juli 1941 in Leipzig-Leutzsch) ist ein deutscher Schriftsteller.

## Leben
Dost wuchs als einziges Kind eines Drogistenehepaars im Leipziger Stadtteil Leutzsch auf. Nach dem Theologiestudium in seiner Geburtsstadt arbeitete er als evangelischer Pfarrer in verschiedenen Gemeinden Sachsens, in Erfurt und in der Steiermark. Bereits während des Studiums gelangte sein erstes Hörspiel zur Sendung. Reisen nach Polen, in die Tschechoslowakei und nach Ungarn prägten ihn auch literarisch. Seine Hörspiele fanden schnell den Weg ins Ausland und wurden in über zehn Sprachen übersetzt. Seit 1982 nimmt er regelmäßig an den Treffen des Internationalen Hörspielzentrums beim Österreichischen Rundfunk teil. Seit den achtziger Jahren veröffentlicht er auch Gedichte und erzählende Prosa. 1989 gehörte er zu den Mitbegründern des Demokratischen Aufbruch in Thüringen, 1990 zu denen des Europäischen Kulturzentrums in Erfurt und der Literarischen Gesellschaft Thüringen. Seit 2004 lebt er wieder in Sachsen, seit 2008 in Dresden.

In Dosts literarischen Arbeiten begegnet man zumeist Personen, die in heiklen Situationen ihre Würde zu bewähren haben.

„Der Mensch ist bei Dost keine abstrakte Soll-Konstruktion, an der die Taten der Lebenden gemessen werden, es sind die Lebenden, durch die die Strahlen einer immerwährenden Hoffnung und die Steinschläge steter Niederlagen hindurchgehen und ihre Spuren hinterlassen.“

„Er gibt seinen Texten eine möglichst knappe, einfache und genaue Sprache, da er in Zeiten der Wörter- und Bilderschwemmen ein Höchstmaß an Verbindlichkeit anstrebt – wohl wissend, dass dieses Ziel nicht wirklich erreicht werden kann.“

Hans-Jörg Dost ist Mitglied des Verbandes deutscher Schriftsteller, der IG Autorinnen Autoren Österreich, der Literarischen Gesellschaft Thüringen, des Sächsischen Schriftstellervereins und der Grazer Autorenversammlung.

## Werke

### Hörspiele (Auswahl)
- Sieben Gespräche um Trinkgeld, Rundfunk der DDR, 1965.
- Puten und Tränen (Bearbeitung nach F. C. Weiskopf), Rundfunk der DDR, 1967.
- Passio Camilo, Rundfunk der DDR, 1971.
- Namyslowskis Zimmer, Rundfunk der DDR, 1974.
- Luftbilder, Rundfunk der DDR, 1978.
- Bruno geht baden, ORF, 1986.
- Guten Abend, wir bringen die Löwen, Rundfunk der DDR, 1988.
- Storm im Exil oder: Was Sie in Heiligenstadt hören wollen, müssen Sie schon singen, Funkhaus Berlin, 1990.
- Und außerdem war es draußen schon viel zu kalt, Eisenstadt 2008.

### Hörspiele in Buchausgaben
- Hörspiele 7, Berlin 1967.
- Hörspiele aus der DDR, Frankfurt/Main 1982.
- Die schlanke Stimme, Berlin 1988.
- AUSsagen, Erfurt 1992.
- Sieben Gespräche um Trinkgeld, Dresden 2001.

### Fernsehspiele
- Das wunderbare Weihnachten des Mr. Jim Owen, Berlin 1973.
- Gespräche um Trinkgeld, Berlin 1975.
- Die Weinberge des P. János, Wien 1988.

### Oratorien und Spiele fürs Theater
- Piasetzki, der Mann mit dem Pferd. 1980
- Nur keine Panik. Es geht immer irgendwie weiter. Bearbeitung von Thornton Wilders „Wir sind noch einmal davongekommen“. 1996
- Stiller Flug. Tod und Auferstehung eines Engels.  Musik von Gertraud Gamerith. 2003
- Vierzig Tage Regen. 2004
- Der Stern. pdf bei: bühne.null.acht. 2007
- Dottore Giovani. 2004, gedr. 2008

### Prosa
- Reise zu meinem Großvater, Erfurt 1992
- Abschlussbericht, Erfurt 1992
- Die Weinberge des János N., Dresden 1999
- Ein Sommer mit dem Brückenkater Franz, Bonn 2003
- Filla malt Berge, Dresden 2007
- wohin und überhaupt. 77 Episoden aus dem Leben des Heranwachsenden Johannes Leutscher, Radebeul 2022
- Frauen und Männer. Männer und Frauen. Ganze Leben in kurzen Geschichten, Radebeul 2023

### Gedichte
In Zeitschriften, Anthologien (DDR, Österreich, Sowjetunion) und im Österreichischen Rundfunk.
- Erfurter Resignien. Grafik und Gedichtband mit Egon Zimpel, Erfurt 1992.
- AUSsagen, Erfurt 1992.
- Orte zu leben. Ausstellung Texte und Fotos, Österreich und Deutschland 1997/98.
- …und wissen doch den fluß hinterm haus, Dresden 2000.
- annähern. Mit Grafiken von Hans Georg Anniès. Murnau/Oberbayern, 2004.
- Orte zu leben. Gedichte, Jena 2016.
- 99 Gedichte. Eine Auswahl. Radebeul 2024.

### Herausgabe
- Die schlanke Stimme. Internationale Hörspiele, Berlin 1988.
- Nun kann ich nicht mehr helfen, nur noch haften. Manfred Streubel 1932–1992. Sonderheft der Zeitschrift SIGNUM.

Konzeption, Redaktion und eigene Beiträge. Dresden 2012.

### Auszeichnungen
- Slabesz. Preis des Internationalen Hörspielzentrums beim ORF, 1987.
- 2. Preis beim Internationalen Drehbuchwettbewerb des Club (M), Wien 1988.
- Murauer Matthäusmedaille in Gold, 1996.
- 2. Preis bei Féile Fíliochta International Poetry Competition Dublin, 2005.
- Preisträgerstück der Ausschreibung Zwischen Zeit, ÖBV Theater 2007.
- Bestes Hörspiel gegen Gewalt, Eisenstadt 2008.
- wiederholt Fördergaben des Thüringer Ministeriums für Kultur und Wissenschaft.

## Verweise